# Texturòmetre
El texturòmetre és un aparell de laboratori que ens permet determinar diferents paràmetres per analitzar les propietats físiques dels aliments.
El principal ús del texturòmetre és poder fer una anàlisi de la textura. Una anàlisi de textura és una tècnica de medició instrumental de la textura. La textura està definida per la norma ISO 5492 de 2008.

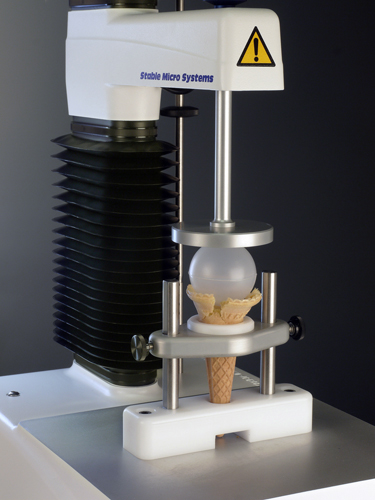
Texturòmetre de ANAME Instrumentación Científica.

## Anàlisi de Perfil de Textura (TPA)
Al llarg del segle xx s'han anat realitzant estudis encaminats a detallar les principals característiques texturals dels diferents aliments sòlids i semisòlids. La TPA (Anàlisi de Perfil de Textura) és un excel·lent procediment instrumental, que es realitza mitjançant el texturòmetre i simula la masticació de la mandíbula. Els resultats d'aquest ens ajuden a quantificar els següents atributs que van ser recollits per A.S. Szczesniak el 1963 a "Classification of Textural Characteristics".
- Duresa: força necesària per provocar una determinada deformació.
- Fracturabilitat: força en el primer punt de trencament.
- Cohesivitat: mesura de la força amb que es mantenen les unions internes de la mostra.
- Adhesivitat: treball necessari per vèncer les forces d'adhesió entre la mostra i la sonda.
- Elasticitat: velocitat amb què una mostra retorna a l'alçada original.
- Gomositat: energia necessària per desintegrar un aliment semisòlid fins a ser apte per la deglució.
- Mastegabilitat: energia necessària per desintegrar un aliment sòlid fins a ser apte per la deglució.
- Resistència: distància recorreguda per la sonda durant l'àrea de força negativa.
- Resiliència: mesura de la propensió d'un producte a recuperar la posició original.

## Models de texturòmetres
L'empresa ANAME Instrumentación Científica té al seu catàleg diferents models de texturòmetres.